# ジャック・クラーク (1931年生のオーストラリアンフットボール選手)
ジョン・キルダール・“ジャック”・クラーク（John Kildahl "Jack" Clarke, 1931年6月26日 - 1997年3月23日）は、オーストラリアンフットボールの選手。西オーストラリア・ナショナル・フットボール・リーグ (WANFL) に所属した。
クラークはイースト・フリーマントル・フットボール・クラブで1952年にデビューし、ラックマンのポジションでプレーした。1957年、彼はチームを優勝に導き、リーグのベスト・フェアレストとしてサンドオーヴァー・メダルを獲得した
。
クラークはイースト・フリーマントルで206試合に出場し、さらに1952年から1962年まで西オーストラリア州の州選抜26試合でもプレーした。彼はオール・オーストラリア・チームのメンバーに4度（1953年、1956年、1958年、1961年）選出された。

## 選手経歴
- 206試合出場（イースト・フリーマントル）
- 2試合指揮（イースト・フリーマントル） - 1961年
- チームキャプテン（イースト・フリーマントル） - 1961年
- サンドオーヴァー・メダル（英語版） - 1957年
- ベスト・フェアレスト（英語版）（イースト・フリーマントル） - 1956年、1960年、1961年
- リーグ優勝（イースト・フリーマントル） - 1957年
- 25試合出場（西オーストラリア州選抜）
- 州選抜キャプテン（西オーストラリア州） - 1958年-1960年
- オール・オーストラリア・チーム（英語版） - 1953年、1956年、1958年、1961年

1998年、ジャック・クラークはオーストラリアンフットボール殿堂入り。2004年、西オーストラリア・フットボール・リーグ殿堂入り。